# Денис Ферина
Денис Ферина (29. фебруар 1944 — 22. јул 2013) био је амерички телевизијски и филмски глумац, најпознатији по улози полицијског поручника Мајка Торела у ТВ серији Крими прича. Фарина, који је специјализован за улоге мафијаша на филму, провео је 18 година као детектив чикашке полиције пре него што је започео своју глумачку каријеру.
Ферина је најпознатији по улози Џоа Фонтане у серији Ред и закон.
Ферина је преминуо од плућне емболије 22. јула 2013. године у 70. години живота.